# Giovanni Columbu

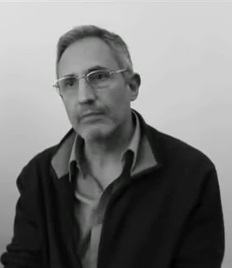
Giovanni Columbu (2012)

Giovanni Columbu (* 1949 in Nuoro) ist ein italienischer Fernsehschaffender und Filmregisseur.

## Leben
Columbu schloss in Mailand im Fach Architektur ab, übersiedelte 1979 nach Cagliari und arbeitete dort bis 1999 für die RAI, für die er zahlreiche Programme verschiedenen Inhaltes betreute; u. a. drehte er zahlreiche Dokumentarfilme, von denen Visos auch als italienischer Beitrag bei internationalen Messen gezeigt wurde. Mit Oliviero Toscani war er gemeinsam tätig, auch veröffentlichte er etliche Bücher.
2001 drehte er den Kinofilm Arcipelaghi, der wie viele Filme dieser Zeit der Krise des heimischen Films zum Opfer fiel und kaum gezeigt wurde.
Columbu schreibt auch weiterhin zum Thema Film und Fernsehen.